# Лысые Горы (Тамбовская область)
Лысые Горы — село в Тамбовском районе Тамбовской области России. 
Административный центр Лысогорского сельсовета. 

## География
Расположено в 18 км к северо-западу от города Тамбов на берегах реки Челновой .

## История
Село возникло в XVII веке в качестве сторожевой слободы на «Татарском перелазе».Основателями села были донские и запорожские казаки. Около 1647 года на речке Челновой поставлен был для защиты от татарских набегов городок Красный, а против него слобода Лысые Горы, защищенные валами. Затем укреплённый Красный городок навсегда утратил своё военное значение, а люди, населявшие его слободы, освободившись от воинских повинностей, занялись сельскохозяйственным трудом. Эти-то слободы впоследствии и составили село Лысые Горы.
В 60-х годах XVIII века во всех слободах Лысых Гор числилось 697 домов с населением 3991 человек.
Некогда большое село, почти городок, вот как его описывал в 1772 г. проезжавший через него ученый и писатель А.Т. Болотов:
«Вчера, выкормивши лошадей в селе Лысые Горы, выехали мы из него довольно рано. Как подле самого его надлежало выезжать на превысокую гору, то взошел я на неё пешком и, окинув с ней оком все сие огромное село, сидящее внизу вдоль реки, сквозь его текущей, не мог я смотреть без досады на глупое строение живущих в нем однодворцев.
Представьте себе селение, состоящее и 4 тысяч душ и имеющее 4 церкви. Все дома в них крыты дранью, жители все вольные, никакой работы господской не отправляющие, владеющие многими тысячами десятин земли и живущие в совершенной свободе. Не остается ли по сему всему заключить, что селу сему надобно быть прекраснейшему и походить более на городок, нежели на деревню; вместо того оно ни к чему не годно, и нет в нем ни улицы порядочной, ни одного двора хорошенького.
Правда, место оно собою весьма обширное и дворов бездна; но как бы вы думали, сидели дворы сии, и каковы бы они были? Там двор, здесь другой, Инде дворов пять в кучке, Инде десяток. Те туда глядят, сии сюда, иной назад, другой наперед, иной боком, иной исковерканный стоит и ни одного из них живого нет. Избушка стоит как балдырь, правда, покрыта дранью, но только и всего.
Дворы их истинно грех и назвать дворами. Обнесены кое-каким плетнишкой, и нет ни одного почти сарайчика, ни одной клетки, да и плетни - иной исковерканный, иной на боку, иной избоченясь стоит» (Из мемуаров А. Болотова в сборнике «А.Т. Болотов о Тамбовском крае». М., 2005. с. 36-37).
В начале XIX века жители Лысых Гор основали новые поселения. Так возникли села Незнановка, Беломестная Двойня, Беломестная Криуша, Красногородская Криуша, Сурава, Казьмодемьяновская Криуша, Селезни.
После прокладки железнодорожной линии Москва - Саратов в 6 верстах от села село Лысые Горы стало довольно оживленным центром торговли местного района (станция Селезни); в нем еженедельно по четвергам проводились базары, но ссыпка хлеба постепенно переходить к станции, при которой образовался поселок.
Весть об Октябрьской революции 1917 года жители встретили насторожено. До самого 1918 года жизнь в селе текла без особых изменений. 11 февраля в селе образовался Совет крестьянских депутатов. Осенью 1918 года в селе был создан комитет бедноты. В 1919 году в Лысых Горах была создана сельскохозяйственная артель «Общее дело». В 1929 году члены артели вошли в колхоз КИМ, созданный в селе.
Некоторое время Лысые Горы являлось центром Лысогорского района Тамбовской области, существовавшего с 1935 по 1959 год.

## Известные уроженцы
- Филатов, Сергей Иванович - советский спортсмен, Олимпийский чемпион (1960) и 2-кратный бронзовый призёр Олимпиады (1964) по конному спорту.

## Население
| 2002 | 2010 |
| ---- | ---- |
| 524  | ↘509 |

### Национальный состав
Согласно результатам переписи 2002 года, в национальной структуре населения русские составляли 99 % от жителей.